# Россоши (Великописаревский район)
Россоши (укр. Розсоші) — село,
Россошевский сельский совет,
Великописаревский район,
Сумская область,
Украина.
Код КОАТУУ — 5921284001. Население по переписи 2001 года составляло 767 человек.
Является административным центром Розсошевского сельского совета, куда не входят другие населённые пункты.

## Географическое положение
Село Россоши находится на берегу реки Иваны,
выше по течению примыкает село Корбины Иваны (Богодуховский район),
ниже по течению на расстоянии в 0,5 км расположено село Копейки.
На реке несколько запруд.
Рядом проходят автомобильные дороги Т-1705 и Т-1901.

## История
- 1921 — дата основания.

## Экономика
- Молочно-товарные фермы.
- «Россоши», ООО.
- «Эра», ЧП.
- «Колос», ООО.

## Объекты социальной сферы
- Школа.
- Дом культуры.
- Фельдшерско-акушерский пункт.

## Известные люди
- Обуховский И. Д. — Герой Советского Союза, родился в селе Россоши.